# Алере
Алере (фр. Allerey) насеље је и општина у источном делу централне Француске у региону Бургоња, у департману Златна обала која припада префектури Бон.
По подацима из 2011. године у општини је живело 167 становника, а густина насељености је износила 8,79 становника/km². Општина се простире на површини од 18,99 km². Налази се на средњој надморској висини од 420 метара (максималној 528 m, а минималној 350 m).

## Демографија
| 1962. | 1968. | 1975. | 1982. | 1990. | 1999. | 2011. |
| ----- | ----- | ----- | ----- | ----- | ----- | ----- |
| 247   | 301   | 257   | 222   | 198   | 181   | 167   |

График промене броја становника у току последњих година